# Kamienica Reinholda Zschiesche w Bydgoszczy
Kamienica Reinholda Zschiesche w Bydgoszczy – kamienica położona w Bydgoszczy przy ul. Chocimskiej 1 na rogu Gdańskiej.

## Charakterystyka
Kamienicę wzniesiono w latach 1885–1888 dla kupca i restauratora Reinholda Zschiesche, według projektu budowniczego Józefa Święcickiego.
Od 1908 r. w kondygnacji parteru mieściła się restauracja i piwiarnia właściciela posesji Reinholda Zschiesche, do której prowadziło wejście usytuowane w narożniku budynku.
W latach 20. XX wieku na parceli A. Żurawski prowadził firmę handlową.
Budynek prezentuje formy architektury eklektycznej, z plastycznym detalem architektonicznym, zaczerpniętym z repertuaru dekoracji renesansowych i manierystycznych.
Narożnik kamienicy jest zaakcentowany dwukondygnacyjnym wykuszem.

## Galeria

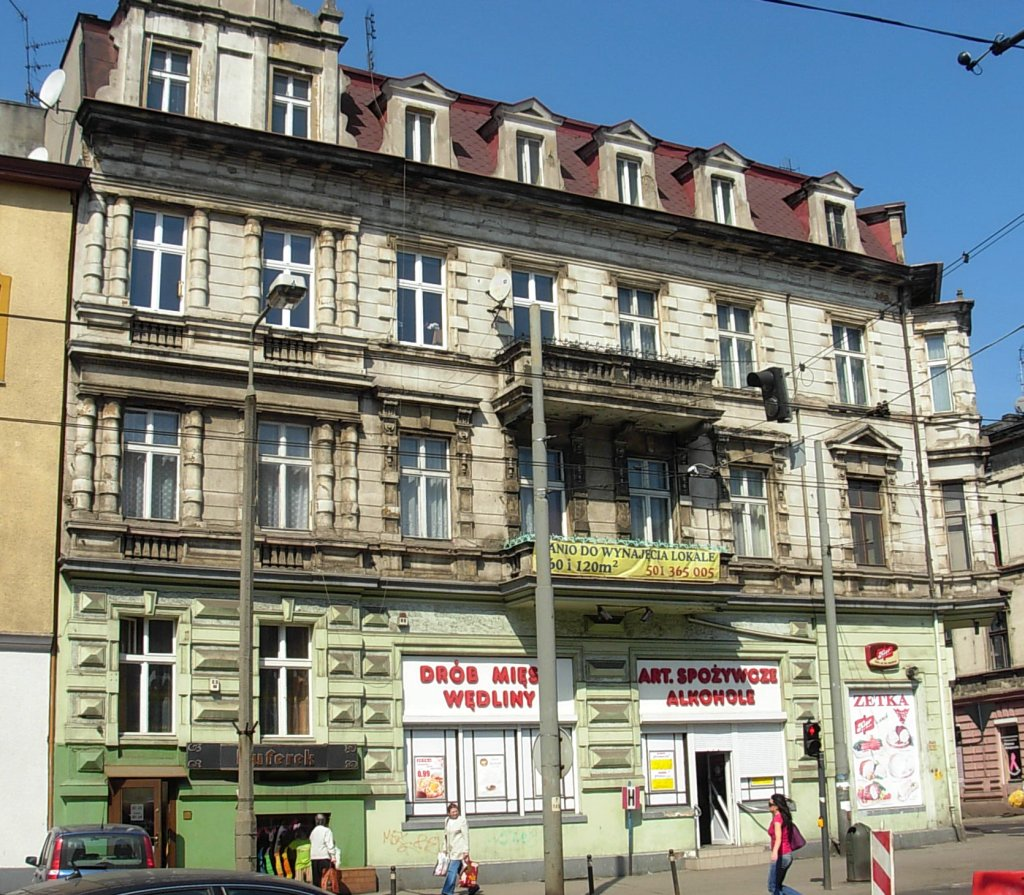
Elewacja od ul. Gdańskiej